# Alfred Church Lane
Alfred Church Lane (29 janvier 1863 - 15 avril 1948) est un géologue et enseignant américain.

## Biographie
Né à Boston, Alfred C. Lane fait ses études à l'Université Harvard et obtient son diplôme AB en 1883. Entre 1883 et 1885, il enseigne les mathématiques à Harvard, puis étudie à l'Université de Heidelberg jusqu'en 1887 avant de retourner à Harvard pour obtenir son doctorat en 1888. L'année suivante, il rejoint le Michigan State Geologic Survey en tant que pétrographe, et il reste à ce poste jusqu'en 1892 tout en étant également instructeur au Michigan College of Mines. Il devient géologue adjoint de l'État du Michigan en 1892 et, de 1899 à 1909, il est géologue de l'État. Enfin, il rejoint l'Université Tufts en 1892, devenant le professeur Pearson de géologie et de minéralogie. Il prend sa retraite du collège en 1936 en tant que professeur émérite.  
Pendant son séjour à Tufts, il est vice-président de la division de géologie de l'AAAS en 1907. Il reçoit un D.Sc. honoraire de Tufts en 1913. De 1922 à 1946, il est président du Comité sur la mesure du temps géologique du Conseil national de recherches. Il est membre du conseil des visiteurs de l'observatoire de Harvard en 1924. Alfred Lane est nommé consultant scientifique à la Bibliothèque du Congrès en 1929; la première personne à occuper ce poste. En 1931, il est président de la Société américaine de géologie. Il reçoit la médaille Ballou du Tufts College en 1940 pour "service distingué à l'éducation et à la nation". Au cours de sa carrière, il est l'auteur de 1 087 publications.  